# Міграційна школа
Міграційна школа, або Школа запозичення, чи Теорія запозичення — теорія в фольклористиці та літературознавстві, що пояснює схожість фольклорних сюжетів (переважно казкових) їх міграцією з одного загального джерела. Спочатку її прихильники всі сюжети зводили до «Панчатантри», звідси назва «індіанізм».
Теорія запозичень прийшла на зміну «міфологічній школі», що пояснювала походження європейського фольклору з загальноіндоєвропейських витоків. У свою чергу «індіанізм» поступився місцем «антропологічній теорії» або «теорії полігенезу».